# Jean Bosco Baremes
Jean Bosco Baremes SM (* 30. August 1960 in Han, Carteret-Inseln) ist Bischof von Port-Vila.

## Leben
Jean Bosco Baremes trat der Ordensgemeinschaft der Maristenpatres bei, legte die Profess am 18. Januar 1981 ab und empfing am 4. Dezember 1987 die Priesterweihe. Papst Benedikt XVI. ernannte ihn am 18. November 2009 zum Bischof von Port-Vila.
Die Bischofsweihe spendete ihm der Erzbischof von Nouméa, Michel-Marie-Bernard Calvet SM, am 14. Februar des nächsten Jahres; Mitkonsekratoren waren Soane Patita Paini Mafi, Bischof von Tonga, und Ghislain Marie Raoul Suzanne de Rasilly SM, Bischof von Wallis und Futuna.